# Rosa María Bianchi
Rosa María Bianchi (Buenos Aires, 18 de fevereiro de 1948) é uma atriz de origem argentina com carreira no México. 

## Biografia
Durante sua juventude, se mudou para o México onde estudou atuação no INBA, na escola de teatro do CUT dirigida por Héctor Mendoza, e na UNAM, onde participou de várias montagens teatrais. Seu primeiro trabalho no cinema se deu no filme Hotel Villa Goerne em 1981. Em um dos cursos que frequentou na universidade conheceu o futuro produtor e diretor Carlos Téllez, que posteriormente a convidou para participar da novela Ambição (1986), seu primeiro trabalho na televisão. Esta novela a tornou conhecida no México, após interpretar o papel de uma secretária que se transforma em uma das vítimas de Catarina (María Rubio), a vilã da história. Sua atuação lhe rendeu uma indicação ao prêmio Premios TVyNovelas, como Melhor Atriz Revelação daquele ano. No Brasil ficou famosa ao interpretar a vilã Helga na novela Alegrifes e Rabujos.
Foi casada com o diretor de teatro Luis de Tavira, com quem teve dois filhos, sendo um deles o também ator José María de Tavira.

## Filmografia

### Novelas
- Mujer de nadie (2022) - Gertrudis
- Yago (2016) - Melina
- Yo no creo en los hombres (2014) - Úrsula de Santibáñez
- Mentir para vivir (2013) - Guadalupe
- La fuerza del destino (2011) - Lucrecia Curiel de Lomelí
- Alborada (2005) - Magdalena de Iturbe y Pedroza
- Alegrijes y rebujos (2003) - Helga Aguayo/ Helga Granados/  "Rabuja"
- La Otra (2002) - Lupita Ibáñez
- Navidad sin fin (2001) - Josefina
- Sin pecado concebido (2001) - Dra. Carmen Albán
- Mujer bonita (2001) - Carolina
- Locura de amor (2000) - Clemencia Castañón
- Infierno en el paraíso (1999) - Dolores
- La mentira (1998) - Sara Fernández Negrete
- Pueblo chico, infierno grande (1997) - Porfiria Cumbios
- Canción de amor (1996) - Alina
- Caminos cruzados (1994) - Alicia
- Sueño de amor (1993)
- Carrusel (1989) - Claudia de Palillo
- Mi pequeña Soledad (1990) - Piedad Fernández
- Teresa (1989) - Rosa Molina
- El extraño retorno de Diana Salazar (1988) - Malena Salazar Obregón
- Monte calvario (1986) - Esther
- Cuna de lobos (1986) - Bertha Moscoso / Michelle Albán

### Séries
- Gritos de muerte y libertad (2010) - María Ignacia Escalada (episodio "Sangre que divide")
- Mujeres asesinas (2008), (2009) y (2010) - Sofía Capellan
- Amor mío (2006) y (2007) - Maggie Casadiego
- Vecinos (2005) - Señora Olvera
- Mujer, casos de la vida real (1995) - Cuca (episodio "No te dejes engañar") (Otros cuatro episodios en período 1994-2001)
- Hora marcada (1989) - Amalia (episodio "Suplantación")

### Filmes
- Si yo fuera tú (2018) - Josefina
- Qué pena tu vida (2016) - Patricia
- Sabrás que hacer conmigo (2015)
- Redemption of a broken mind (2015) - Ana Villalonga
- Frente al espejo (2013) - Actriz
- Los inadaptados (2011) - Carlota
- Una pared para Cecilia (2011)
- Sultanes del sur (2007) - Mamá
- Morirse en Domingo (2006) - Laura
- Fuera del cielo (2006) - Señora García Luna
- Sexo impostor (2005)
- Dos tragedias (2004)
- Nicotina (2003) - Carmen
- Las lloronas (2004) - Francisca
- Por la libre (2000)
- Amores perros (2000) - Tía Luisa
- Libre de culpas (1997)
- Los vuelcos del corazón (1996)
- Miroslava (1993) - Sofía
- Peló gallo (1990)
- Hotel Villa Goerne (1981)

### Teatro
- Mujeres que soñaron caballos
- La forma que se despliega
- Buenas Noches, Mamá (2010) - Thelma
- Una canción apasionada
- La honesta persona
- La divina Sarah